# Гримашевич Богдан Петрович
Богда́н Петро́вич Гримаше́вич (1984—2023) — сержант Збройних сил України, учасник російсько-української війни, що відзначився у ході російського вторгнення в Україну. Герой України (посмертно).

## Життєпис
Народився 28 серпня 1984 року в с. Привороття Брусилівського району Житомирської області. мешкав у с. Більківці Коростишівського району на Житомирщині.
З 2014 року брав участь в АТО на сході України. Отримав тяжке поранення, після лікування повернувся до мирного життя.
Від початку російського вторгнення в Україну виконував завдання на різних ділянках фронту. Завдяки його мужності та професіоналізму знищено значну кількість окупантів і ворожої техніки.
Загинув 27 серпня 2023 року під час виконання бойового завдання.
Похований 1 вересня 2023 року в м. Коростишів Житомирського району Житомирської області.
Залишились донька, дружина, батьки та рідні.

## Нагороди
- Звання «Герой України» з удостоєнням ордена «Золота Зірка» (23 серпня 2024, посмертно) — за особисту мужність і героїзм, виявлені у захисті державного суверенітету та територіальної цілісності України, самовіддане служіння Українському народові[3];
- орден «За мужність» III ступеня (5 грудня 2017) — за особистий внесок у зміцнення обороноздатності Української держави, мужність і самовіддані дії, виявлені у захисті державного суверенітету та територіальної цілісності України, зразкове виконання військового обов'язку[4];
- медаль «Захиснику Вітчизни» (16 листопада 2016) — за особисту мужність і високий професіоналізм, виявлені у захисті державного суверенітету та територіальної цілісності України, вірність військовій присязі постановляю[5];

## Вшанування пам'яті
Почесний громадянин Коростишівської міської територіальної громади (від липня 2024).